# Granit Rushiti
Granit Rushiti, född 3 februari 2000, är en svensk skådespelare, han debuterade på bioduken i filmen Jag är Zlatan, där han spelar Zlatan Ibrahimović mellan 17 och 23 år. För sin insats vann han priset för bästa skådespelare under Guldbaggegalan 2023.